# Euchondrus limbodentatus
Euchondrus limbodentatus is een slakkensoort uit de familie van de Enidae. De wetenschappelijke naam van de soort is voor het eerst geldig gepubliceerd in 1854 door Mousson.